# Patoruzito (revista)
Patoruzito fue un semanario humorístico de la editorial Dante Quinterno publicado en la Argentina desde 1945.

## Trayectoria editorial
En sus inicios, la revista tuvo una frecuencia de salida semanal y un formato de 285 x 225 mm. Su interior era en escala de grises (blanco y negro) y la portada a todo color. Muchas de sus series eran de grafismo realista:
| Años | Números | Título                                    | Guionista                     | Dibujante                        |
| ---- | ------- | ----------------------------------------- | ----------------------------- | -------------------------------- |
| 1945 | 1-      | Langostino                                | Eduardo Ferro                 | Eduardo Ferro                    |
| 1945 | 1-      | Capitán Marvel                            | Bill Parker                   | C. C. Beck                       |
| 1945 | 1-      | Bruce Gentry                              | Ray Bailey                    | Ray Bailey                       |
| 1945 | 1-      | ¡Ira Implacable!                          | Raúl Roux                     | Raúl Roux                        |
| 1945 | 1-      | Juan Ley, detective científico            |                               |                                  |
| 1945 | 1-      | Flash Gordon                              | Alex Raymond                  | Alex Raymond                     |
| 1945 | 1-      | Vito Nervio                               | Mirko Repetto, Leonardo Wadel | Emilio Cortinas, Alberto Breccia |
| 1945 | 1-      | Justicia invisible                        |                               |                                  |
| 1945 | 1-      | La piel de la pantera negra               |                               |                                  |
| 1945 | 1-      | El Gnomo Pimentón                         | Oscar Blotta                  | Oscar Blotta                     |
| 1945 | 1-      | Patoruzito                                | Mirco Repetto                 | Tulio Lovato                     |
| 1945 | 1-      | Etta Kett                                 | Paul Robinson                 | Paul Robinson                    |
| 1945 | 1-      | Juzgue Usted                              |                               |                                  |
| 1945 | 1-      | Rogelio el Conquistador                   | Philip Nowlan                 | Dick Calkins                     |
| 1945 | 1-      | Mytzy y Volatin                           | Carlos Clemen                 | Carlos Clemen                    |
| 1945 | 1-      | Rinquel el Ballenero                      | Tulio Lovato                  | Tulio Lovato                     |
| 1945 | 1-      | Neon el Desconocido                       | Jerry Iger                    | Lou Fine                         |
| 1945 | 1-      | Hugo y su autómata                        |                               |                                  |
| 1945 | 1-      | El Trío Rayo                              |                               |                                  |
| 1945 | 1-      | Hernán el Corsario                        | José Luis Salinas             | José Luis Salinas                |
| 1945 | 1-      | Ray Fulton. El "cameraman" sensancional   |                               |                                  |
| 1945 | 1-      | Wings Wendell, héroe del Servicio secreto |                               |                                  |
| 1945 | 1-      | Connie'                                   | Frank Godwin                  | Frank Godwin                     |
| 1945 | 1-      | Paquita Traviesa                          |                               |                                  |
| 1945 | 1-      | Don Pascual                               | Roberto Battaglia             | Roberto Battaglia                |

En los siguientes números se presentaron nuevas series:
| Años      | Números | Título                       | Guionista       | Dibujante         |
| --------- | ------- | ---------------------------- | --------------- | ----------------- |
| 1945-1948 |         | A la conquista de Jastinapur | Emilio Cortinas | Emilio Cortinas   |
|           |         | Cisco Kid                    |                 | José Luis Salinas |
|           |         | Fierro a Fierro              |                 | Raúl Roux         |
|           |         | Lanza Seca                   |                 | Raúl Roux         |
|           |         | Rip Kirby                    | Alex Raymond    | Alex Raymond      |
|           |         | Moro y Turbión               | Joao Mottini    | Joao Mottini      |

Desde el 3 de enero de 1952 (n.º 322) hasta el 26 de julio de 1956 (n° 558) se redujo a 265 x 175 mm.
Desde el número 559 en adelante aumentó el tamaño a 285 x 190 mm. 
Con el número 892 del 31 de enero de 1963 comenzó a aparecer mensualmente.